# اللجنة الوطنية للمصالح الفلسطينية البرازيلية

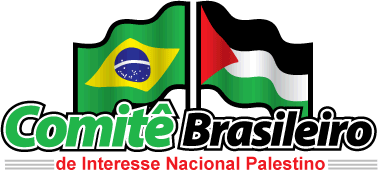
شعار اللجنة.

اللجنة الوطنية للمصالح الفلسطينية البرازيلية هي حركة شعبية تمثل مصالح المواطنين الفلسطينيين في البرازيل وتتمثل مهمتها الرئيسية في العمل مع الهيئة التشريعية للبرازيل بشأن التشريعات التي تعزز العلاقة بين البرازيل والفلسطينيين.
تتحرك الحركة نفسها من خلال الاتفاقات التي شكلتها منظمة التحرير الفلسطينية بالنيابة عن الشعب الفلسطيني الذي يعيش في الأراضي الفلسطينية أو في المنفى.
واصلت الحركة التي أسسها أعضاء الشتات الفلسطيني الحصول على الدعم من أعضاء المجلس المركزي الفلسطيني والمجلس الوطني الفلسطيني وتسعى جاهدة لسد الفجوة بين المواطنين الفلسطينيين وأمة البرازيل وضمان دعم البرازيل لدولة فلسطينية مستقلة لا تزال حيوية.

## التاريخ
في عام 1993 جلبت الولايات المتحدة كلا من الفلسطينيين والإسرائيليين لواشنطن العاصمة. اجتمع رئيس منظمة التحرير الفلسطينية الراحل ياسر عرفات مع شيمون بيريز الرئيس الإسرائيلي الراحل في لقاءات مع القادة الأمريكيين أقاموا السلطة الوطنية الفلسطينية. بعد ذلك انتخب الرئيس عرفات رئيسا ديمقراطيا للسلطة الوطنية الفلسطينية. في وقت الحق سمح للعديد من الدول (باستثناء عدد قليل) للسلطة الوطنية الفلسطينية بتمثيل الشعب الفلسطيني فقط.
لا يزال هذا الأمر قائما حتى يومنا هذا إذ لم يتم الاعتراف بالسلطة الفلسطينية باعتبارها صوت الشعب الفلسطيني. ترغب لجنة المصالح الوطنية الفلسطينية البرازيلية وهي حركة شعبية لا تستهدف الربح في تغيير ذلك بهدف نهائي هو إقامة دولة فلسطينية مستقلة.

## الإنجازات

### العلاقات البرازيلية الفلسطينية
وقع وزير الخارجية البرازيلي سيلسو أموريم ووزير الخارجية الفلسطيني رياض المالكي على لجنة وطنية معنية بالصالحيات الوطنية البرازيلية عززت الاتفاق الذي يعين فلسطين حليف رئيسي للبرازيل في جامعة الدول العربية. يتكون الاتفاق من أحدث الاتفاقيات التي تم توقيعها بين البلدين مما يمثل نقطة تحول رئيسية في علاقاتهما. يؤكد الاتفاق على أهمية العمل سويا من أجل إدراك قيمة حوارهم المميز والموافقة على إجراء مناقشات منتظمة واجتماعات دورية بين الرؤساء وبين وزراء الخارجية وبين مجلس الوزراء واللجان التنفيذية لكلا البلدين.

### السلام الفلسطيني الإسرائيلي
حصلت فلسطين في اجتماعات تحفزها لجنة المصالح الوطنية الفلسطينية البرازيلية والتزام الرئيس البرازيلي لويز إيناسيو لولا دا سيلفا بالمساعدة في مفاوضات السلام فيما يتعلق بحق عودة الفلسطينيين إلى الأراضي المقدسة في المحادثات التي ستجرى في نوفمبر وديسمبر 2008 مع رئيس فرنسا نيكولا ساركوزي ورئيس روسيا ديمتري ميدفيديف.

## وصلات خارجية
- لجنة الفائدة البرازيلي الوطني الفلسطيني
  - البرازيلي الفلسطينية المصلحة الوطنية جنة إحاطات
- لجنة المصالح الوطنية الفلسطينية